# Säulinghaus
Das Säulinghaus ist eine Schutzhütte der Sektion Augsburg der Naturfreunde Deutschlands in den Ammergauer Alpen in Tirol. Sie liegt westlich unterhalb des Säuling-Gipfels, über den die Grenze zu Bayern verläuft, auf einer Höhe von 1693 m ü. A. (nach eigenen Angaben 1720 m).

## Geschichte
1922 erwarb die Sektion Augsburg der Naturfreunde ein Grundstück auf dem Säuling, um eine Hütte zu errichten. Im Sommer 1924 wurde mit dem Bau begonnen, zu Pfingsten 1926 konnte die aus Bruchsteinen gemauerte Hütte eröffnet werden. Sie bot mit fünf Zimmern mit 21 Betten und einem Massenschlafraum Unterkunft für rund 100 Personen.

## Wege

### Zustieg
- Pflach (840 m ü. A.), Gehzeit: 2 Stunden
- Hohenschwangau (820 m ü. NHN), Gehzeit: 3 Stunden

### Gipfelbesteigungen
- Säuling (2048 m ü. A.), Gehzeit: 1 Stunde
- Koflerjoch (1863 m ü. A.), Gehzeit: 2 Stunden
- Zunderkopf (1726 m ü. NHN), Gehzeit: 3 Stunden